# Le Voyage fantastique (film, 1951)
Pour les articles homonymes, voir Le Voyage fantastique.
Pour plus de détails, voir Fiche technique et Distribution.
Le Voyage fantastique (No Highway, ou No Highway in the Sky) est un film britannique réalisé par Henry Koster sorti en 1951.

## Synopsis
Theodore Honey (joué par James Stewart) est un ingénieur hétérodoxe du Royal Aircraft Establishment qui élève seul (car il est veuf) sa fille Elspeth, une enfant précoce. Un jour, Honey est dépêché par le centre d'essais de Farnborough pour enquêter sur les causes du crash, au Labrador, d'un long-courrier de type Reindeer. Il émet l'hypothèse que la catastrophe est due à la ruine par fatigue de la queue de l'appareil. Afin de tester cette hypothèse, il reconstitue en laboratoire une carcasse soumise à des cycles de vibration de huit heures par jour.
Alors qu'il part en mission pour Terre-Neuve, Honey se rend compte qu'il se trouve précisément à bord d'un appareil de type Reindeer et il comprend aux réponses de l'équipage que l'avion a atteint un nombre d'heures de vol critique. Quoiqu'il n'ait pas encore confirmation effective de la justesse de son hypothèse, Honey croit de son devoir de prévenir les passagers (au nombre desquels la célèbre actrice Monica Teasdale - jouée par Marlene Dietrich) et l'équipage du risque encouru. Le Reindeer fait escale à l’aéroport de Gander pour un contrôle technique qui ne détecte rien d'anormal. Désespéré à l'idée que l'avion va repartir sans autre précaution, Honey n'hésite pas à coucher le train d'atterrissage de l'appareil alors qu'il est au sol, ce qui provoque l'affaissement du fuselage sur le tarmac et endommage l'avion. Theodore Honey sera ramené par un avion militaire en Angleterre où l’attendent tous les problèmes liés à la destruction d’un matériel aussi coûteux. 
Mais Miss Teasdale et l’hôtesse de l'air Marjorie Corder (Glynis Johns) se sont prises d'affection pour Elspeth. L'actrice prend la défense de l'expert britannique devant les autorités, et miss Corder tombe amoureuse de lui.
Au cours d'un interrogatoire où sa santé mentale est mise en cause, Honey donne sa démission mais continue à défendre sa théorie. Au centre d'essais de Farnborough, l'épreuve de chargement s'est terminée sans mettre en évidence de rupture par fatigue au bout du nombre de cycles prescrits. Par précaution, le Reindeer est démonté et remonté, mais à la fin d'un vol d'essai, la queue se détache à l'atterrissage. Peu après, la reprise des essais de laboratoire montre que la ruine n'attendait que quelques cycles supplémentaires pour survenir ; seulement Honey n'avait pas pensé à prendre en compte la différence de température entre l'air en altitude et son laboratoire, d'où un écart sur le nombre de cycles.

## Fiche technique
- Titre : Le Voyage fantastique
- Titre original : No Highway
- Réalisation : Henry Koster
- Scénario : R.C. Sherriff, Oscar Millard et Alec Coppel d'après un roman de Nevil Shute
- Société de production : 20th Century Fox
- Production : Louis D. Lighton
- Musique : Malcolm Arnold (non crédité)
- Photographie : Georges Périnal
- Montage : Manuel del Campo
- Direction artistique : C.P. Norman
- Costumes : Margaret Furse, Sam Benson (non crédité) et Fred Birch	(non crédité)
- Pays de production : Royaume-Uni
- Langue : anglais
- Format : Noir et blanc - Son : Mono (Western Electric Recording)
- Genre : Drame, Thriller
- Durée : 98 minutes
- Dates de sortie : 
  - Royaume-Uni : 28 juin 1951 Londres
  - États-Unis : 21 septembre 1951
  - France : 5 octobre 1951

## Distribution
- James Stewart (VF : Roger Tréville) : Theodore Honey
- Marlene Dietrich (VF : Lita Recio) : Monica Teasdale
- Glynis Johns (VF : Béatrix Bunel) : Marjorie Corder
- Jack Hawkins (VF : Richard Francœur) : Dennis Scott
- Janette Scott : Elspeth Honey
- Elizabeth Allan : Shirley Scott
- Ronald Squire (VF : Paul Villé) : Sir John, Directeur
- Jill Clifford : Peggy

Acteurs non crédités
- Maurice Denham : Le major Pearl
- Wilfrid Hyde-White (VF : François Valorbe) : l'inspecteur Fisher
- Niall MacGinnis (VF : Jacques Beauchey) : Le capitaine Samuelson
- Michael McCarthy : Le chauffeur de bus
- Kenneth More (VF : Pierre Leproux) : Dobson, le copilote
- Marcel Poncin : un scientifique
- Karel Stepanek : Mannheim
- Hugh Wakefield (VF : Georges Hubert) : Sir David Moon, le président de la compagnie aérienne

## Autour du film
James Stewart et Marlene Dietrich se retrouvent pour la seconde fois après avoir tourné ensemble Femme ou Démon de George Marshall en 1939.
Il est à noter que ce film est contemporain du De Haviland Comet, le premier avion à réaction commercial qui fut interdit de vol après plusieurs crashes dus précisément à des fractures de fatigue (cycles de pressurisation - dépressurisation) , comme le reindeer fictif du film. Le Comet entra en service en 1949 mais les problèmes de structure ne furent clairement identifiés qu'en 1953.